# Asociación Sabadell Universitat
La Asociación Sabadell Universitat es una asociación formada por el Ayuntamiento de Sabadell y las universidades o institutos universitarios con presencia en Sabadell: la Universidad Autónoma de Barcelona, la Escuela Superior de Diseño (ESDI), la Universidad Ramon Llull, el Centro de apoyo del Vallés Occidental de la Universidad Abierta de Cataluña (UOC), la Fundació UPC (Universidad Politécnica de Cataluña ), la Fundación Parc Taulí - Instituto Universitario y el Instituto Catalán de Paleontología. 
Todas estas entidades universitarias, junto con el Ayuntamiento de Sabadell, firmaron el protocolo de intenciones para organizar Sabadell Universitat en febrero de 2002. Uno de los acuerdos previstos por el protocolo era dotarse de una entidad con personalidad jurídica propia como responsable de la organización material de los cursos. 

## Objetivos
La Asociación Sabadell Universitat se creó con los objetivos de organizar actividades universitarias en Sabadell y de poder crear una plataforma interuniversitaria y multidisciplinaria de intercambio intelectual, profesional y humano, con potencial para articular un programa de actualidad y de interés tanto para toda la población en general como para las personas vinculadas al ámbito universitario. 
El programa de actividades va dirigido a los colectivos de personas que configuran el entorno universitario -docentes y estudiantes- para trabajar en temas de interés específico, como también se dirige a los que componen el tejido profesional de organizaciones, empresas y asociaciones con la intención de participar en temas de debate que se proponen o en algún ciclo de formación continuada. 
Es en este sentido que también se programan conferencias de alto nivel divulgativo para la población general. 

## Comité Científico
La Asociación creó un Comité Científico, que es quien define los contenidos del programa. Desde febrero de 2002 y hasta enero de 2008 estuvo presidido por el Dr.Ramon Pascual de Sans. 
Desde entonces ha pasado a asumir este cargo el Dr.Juli de Nadal Caparà, y, por tanto, es el responsable académico de todas las actividades universitarias de la Asociación. 
Este comité está integrado también por diferentes representantes de las entidades organizadoras y es el máximo órgano de decisión de todas las actividades universitarias organizadas. 

## Actividades
La Asociación Sabadell Universitat organiza actividades desde el año 2002. Hasta 2006 estuvo organizando cada verano, durante la última semana del mes de julio, seminarios y cursos promovidos por cada una de las entidades que la integran con el objetivo de conseguir una cierta especialización en el ámbito de las materias propuestas y, aunque los cursos están abiertos a todo el mundo, el público ha sido mayoritariamente de un perfil profesional. 
En 2007, dando un paso más para llegar a más público, se firma un convenio por dos años con la UAB para agrupar tanto la programación de verano de la Universidad Autónoma de Barcelona como la del ASU, en una sola oferta formativa de verano: los 'Veranos Universitarios'. De esta manera, Sabadell Universidad, se daba a conocer más entre la comunidad universitaria. 
La finalización de esta etapa y la consolidación a lo largo de estos años han permitido a la asociación tener un papel más destacado y ofrecer un modelo de cursos o actividades más especializados a lo largo de todo el año, encontrando unos ejes temáticos sobre los que especializar la oferta formativa vinculada muy directamente con la realidad del territorio como con la demanda social que esta genere. 

### Seminarios y cursos
Todo un conjunto de actividades universitarias bajo el hilo conductor de cinco grandes bloques temáticos: salud y calidad de vida, sostenibilidad, empresa, gobernabilidad y Sociedad del Conocimiento. 
Así, durante una semana, se concentran un conjunto de seminarios donde se pretende aportar conocimientos y reflexiones sobre temas de actualidad para la sociedad, sean de carácter económico, científico, medioambiental o de solidaridad. 
Más que ofrecer muchos cursos y entrar en la gran oferta universitaria, Sabadell Universidad pretende una cierta especialización, velando más por la calidad formativa que no por la cantidad.

### Conferencias
Además de los cursos y seminarios, la Asociación Sabadell Universidad organiza conferencias abiertas con el objetivo de acercar las temáticas más del ámbito universitario a un público más genérico, de modo que se puede asistir libremente aunque, en algunos casos, formen parte de algún seminario. 

### Sabadell Tribuna Oberta
Desde el año 2004, la Asociación organiza también un ciclo de conferencias-debate llamado Sabadell Tribuna Oberta (STO), un espacio de encuentro en la ciudad en la que periódicamente, de la mano de reconocidos y prestigiosos personajes se debate y se reflexiona sobre diferentes temas de actualidad. 
Este acto cuenta con la asistencia de la población sabadellense representada a través de las entidades socioculturales, económicas y empresariales de la ciudad. La conferencia tiene una duración de unos 40 minutos y da paso a un debate entre los asistentes y el conferenciante sobre el tema planteado. 

### Ciclo charlas innovación
Reuniones periódicas propuestas como un espacio de encuentro con empresarios, empresarias y profesionales, con el objetivo de impulsar el diálogo y el intercambio de conocimiento y de experiencias innovadoras. 
Pretende ser un punto de encuentro para fomentar la colaboración, sumar esfuerzos y aprovechar sinergias, en un entorno de trabajo en común entre universidad, empresa y sociedad, como factor clave de modernización y futuro. 
En este ámbito se organizó en 2009 la primera edición de los Desayunos Temáticos con el tema central de "La innovación, clave de la industria alimentaria". En 2010, el pasado 27 de mayo, se organizó la jornada "Los negocios vinculados al mundo de la salud", orientada a la caracterización del clúster de la salud (datos, descripción cualitativa, áreas de interés identificadas y desarrolladas) y las principales líneas de trabajo y de colaboración futura.

### Congreso Sabadell Ciutat
En 2005 se organizó el Congrés Sabadell Ciudad como una actividad abierta a la ciudadanía, que se estructuraba en cuatro ejes: Ciudad de convivencia, Ciudad del conocimiento, Ciudad para vivir y Ciudad capital, dinámica y emprendedora. Contó con la presencia y participación de entidades, asociaciones, instituciones y el mundo académico y en él se recogieron y definieron las conclusiones finales del Pacto de Ciudad.
Entre otros, participaron Manuel Costa, editor, crítico y promotor cultural y Lluís Subirana, que ha excelido especialmente en el estudio y promoción de la sardana y que ha formado parte o ha colaborado con diversas entidades de la ciudad:  Museo de Historia de Sabadell, Òmnium Cultural, Unió Excursionista Sabadell, Esbart Sabadell Dansaire, Federació Sabadell Cultura, entre otras. También ha participado en diversas comisiones ciudadanas. 
Además, el acto contó con la asistencia del entonces presidente de la Generalitat, Pasqual Maragall, que fue el invitado de honor en el almuerzo-coloquio del Tribuna Oberta que puso el punto final al acto.

## Sabadell Universitat en cifras
- Personas participantes: 2.134
- Ponentes / conferenciantes: 656
- Seminarios y cursos: 60
- Conferencias: 34
- Presidente del Comité científico: Juli de Nadal (2008 - actualidad)
- Presidente de honor de la Asociación: Ramon Pascual (presidente entre 2002 y 2008)
- La Asociación en los medios de comunicación

## Publicaciones
Estudios, recopilación de ponencias o comentarios editados y publicados:
- MEMORIA 2009 (Resumen y valoración de las actividades organizadas por la Asociación Sabadell Universitat a lo largo del 2009)
- JORNADAS DE COYUNTURA ECONÓMICA ACTUAL (Transcripción de las "Jornadas de coyuntura económica actual. Medidas para impulsar la competitividad del territorio", organizadas el último trimestre de 2008 por el Ayuntamiento de Sabadell, el Vapor Llonch y la Asociación Sabadell Universitat)
- MEMORIA VERANO 2008 (Resumen y valoración de las actividades de verano organizadas por la Asociación Sabadell Universitat en verano de 2008)
- CONGRESO SABADELL CIUDAD (Recopilación de las conferencias, documentos de trabajo y conclusiones del Congreso Sabadell Ciudad organizado por la Asociación Sabadell Universitat en el último trimestre de 2005)